# Lam Narissapat
Lam Narissapat (Thai: ณริฎษาพัชร แลม; * 7. März 1996) ist eine thailändische Badmintonspielerin.

## Karriere
Lam Narissapat gewann bei der Junioren-Badmintonasienmeisterschaft 2010 Bronze im Mixed mit Pisit Poodchalat. 2011 nahm sie im Damendoppel und im Mixed an der Badminton-Juniorenweltmeisterschaft teil und konnte dort im Doppel bis ins Achtelfinale vordringen. Im Mixed schied sie bereits eine Runde früher aus. Mit der Mannschaft wurde sie bei derselben Veranstaltung Vierte. Bei der Japan Super Series 2011 und den Macau Open 2011 stand sie im Hauptfeld. Mit den Thailand Open 2012 gewann sie im Juni 2012 ihr erstes großes internationales Turnier, wobei sie im Damendoppel mit Saralee Thungthongkam erfolgreich war.

## Referenzen
- Lam Narissapat beim Badminton-Weltverband

| Personendaten    | Personendaten                    |
| ---------------- | -------------------------------- |
| NAME             | Narissapat, Lam                  |
| ALTERNATIVNAMEN  | ณริฎษาพัชร แลม                     |
| KURZBESCHREIBUNG | thailändische Badmintonspielerin |
| GEBURTSDATUM     | 7. März 1996                     |